# توم كينيدي (عازف جاز)
توم كينيدي (بالإنجليزية: Tom Kennedy)‏ هو عازف جاز أمريكي، ولد في 21 أغسطس 1960.

## وصلات خارجية
- الموقع الرسمي
- توم كينيدي على موقع ميوزك برينز (الإنجليزية)
- توم كينيدي على موقع أول ميوزيك (الإنجليزية)
- توم كينيدي على موقع ديسكوغز (الإنجليزية)